# دبليو. كليمنت ستون
دبليو. كليمنت ستون (بالإنجليزية: William Clement Stone)‏ هو رائد أعمال أمريكي، ولد في 4 مايو 1902 في شيكاغو في الولايات المتحدة، وتوفي في 3 سبتمبر 2002 في إيفانستون في الولايات المتحدة.

## وصلات خارجية
- دبليو. كليمنت ستون على موقع ميوزك برينز (الإنجليزية)